# 4918 Ростропович
4918 Ростропович (4918 Rostropovich) — астероїд головного поясу, відкритий 24 серпня 1974 року.
Тіссеранів параметр щодо Юпітера — 3,356.